# Maiorino di Cartagine
Maiorino o Maggiorino di Cartagine (... – 312) è stato un vescovo romano, il primo vescovo donatista di Cartagine.

## Biografia
Si sa molto poco dei suoi primi anni di vita, poiché gli scritti donatisti furono per lo più distrutti negli anni successivi alla loro scomparsa. Solo gli  scritti dei suoi avversari permettono di ricostruire le vicende fondamentali della sua vita. Fu lettore nella chiesa di Cartagine, nel periodo in cui Ceciliano era arcidiacono e Mensurio era vescovo. Sembra che abbia svolto anche qualche ufficio domestico nella casa della nobildonna romana Lucilla.
Nel 311 fu eletto vescovo di Cartagine, da un concilio di 70 vescovi riunitosi a Cirta guidato da Secondo di Tigisi. Secondo di Tigisi era il primate della Numidia e come tale avrebbe dovuto essere consultato prima della nomina di Ceciliano. L'elezione di Maiorino aveva lo scopo di far deporre il vescovo Ceciliano di recente nomina. Ceciliano aveva sostituito il vescovo Mensurio, recentemente scomparso. Ma tra coloro che gli avevano imposto le mani vi era stato Felice di Abthugnos considerato un traditore perché aveva consegnato le Scritture alle autorità durante la persecuzione di Diocleziano. Tuttavia, invece di portare alla deposizione di Ceciliano, la sua nomina creò uno scisma che divise per trecento anni la cristianità nordafricana e che avrebbe plasmato radicalmente la vita intellettuale del cristianesimo.